# Słowoplastyka
Słowoplastyka – album polskiego rapera Rovera. Ukazał się 3 kwietnia 2015 roku nakładem wytwórni Step Records.
Album został wydany w dwóch wersjach. Edycja deluxe zawiera dodatkowe 4 utwory, a także zdjęcia wykonane przez Rovera. Nakład tej wersji wynosi 1000 sztuk.
Wydawnictwo było promowane teledyskami do utworów: „Walking Dead”, „Cartoon Network”, „Matka Polka” oraz „Tydzień”.
Nagrania dotarły do 20. miejsca zestawienia OLiS.

## Lista utworów
Opracowano na podstawie materiału źródłowego.
1. „Dysproporcje” (produkcja: Jimmy Kiss) – 3:01
2. „Słuch” (produkcja: Jimmy Kiss) – 3:12
3. „Cartoon Network” (wokal: Monika Żak[6], produkcja: uRban) – 3:20
4. „Gdy DJ opala lufę” (produkcja: Bob Air) – 3:36
5. „Grawitacja” (produkcja: Senn) – 4:35
6. „Życie jest dziwką jak postać w lustrze” (produkcja: Gruby) – 4:55
7. „Święte słowa” (produkcja: O.S.T.R.) – 2:51
8. „Matka Polka” (produkcja: O.S.T.R.) – 3:16
9. „Dzwoni telefon” (produkcja: O.S.T.R.) – 3:15
10. „Walking Dead” (produkcja: Eljot Sounds) – 4:11
11. „Podwójne życie Mateusza P.” (produkcja: Gruby) – 2:41
12. „Tydzień” (produkcja: Brant & Marcin Szmuc) – 3:03
13. „Psy i koty” (produkcja: Eljot Sounds) – 4:10
14. „Egzystencjalnie” (produkcja: Juicy) – 6:05
15. „Listonosz” (wokal: Monika Żak[11], produkcja: Bob Air) – 4:08
16. „Życie na później” (produkcja: Brant & Marcin Szmuc) (utwór dodatkowy) – 2:59
17. „Senność” (produkcja: Eljot Sounds) (utwór dodatkowy) – 2:58
18. „Otwórz oczy” (produkcja: Foux (utwór dodatkowy) – 3:51
19. „Zaklęcia” (produkcja: Bob Air) (utwór dodatkowy) – 4:19